# Voltâmetro de Hofmann

Esquema do voltâmetro de Hoffmann.

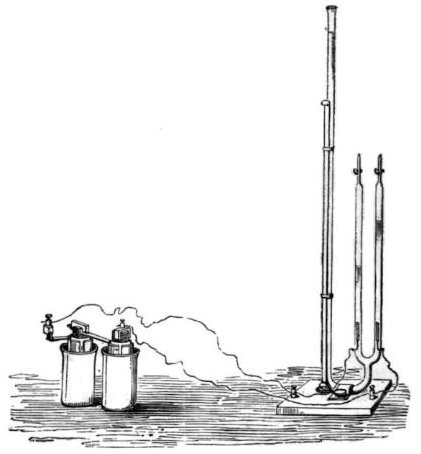
Desenho do aparelho de um livro de Hoffmann de 1866.

Um voltâmetro de Hofmann é um aparelho utilizado para realizar a electrólise da água. Foi inventado em 1866 pelo químico alemão August Wilhelm von Hofmann (1818-1892). Consta de três cilindros verticais unidos em geral de vidro. O cilindro central está aberto na parte superior para permitir a adição de água e de um composto iónico para melhorar a condutividade, como pode ser uma pequena quantidade de ácido sulfúrico. Um eléctrodo de platina coloca-se dentro da parte inferior da cada um dos outros dois cilindros, e se ligam aos terminais positivo e negativo de uma fonte de eletricidade. Quando a corrente circula através do voltímetro de Hofmann, se forma oxigénio no ânodo e hidrogênio no cátodo. A cada um dos gases desloca a água contida em seu cilindro e se acumula na parte superior dos dois canos exteriores.

## O termo “voltámetro”
O termo de voltâmetro" foi cunhado por Daniell, que encurtou o nome original de Faraday de "Volta-eletrômetro". Os voltímetros de Hofmann já não se utilizam como dispositivos de medida eléctrica. No entanto, dantes da invenção do amperímetro, os voltâmetros utilizavam-se com frequência para medir a corrente eléctrica, já que a corrente através de um voltímetro com eléctrodos de ferro ou cobre electrodeposita no cátodo uma quantidade de metal do ánodo que é directamente proporcional à corrente total (lei de Faraday da electrólise). O nome actual é "culombímetro electroquímico".

## Usos
A quantidade de electricidade que tem passado pelo sistema pode se determinar pesando o cátodo. Thomas Alva Edison utilizou voltâmetros como contadores de electricidade. (Um voltâmetro de Hofmann não se pode utilizar para pesar a corrente eléctrica desta maneira, já os eléctrodos de platina são muito inertes para o eletroprateado.)
O voltâmetro de Hofmann utiliza-se com frequência como uma demonstração dos princípios estequiométricos, como a razão dos volumes dos gases hidrogênio e oxigénio, dois a um, pelo aparelho mostra a fórmula química do água, H2Ou.